# 紹珀爾利察鄉
44°17′N 24°17′E / 44.283°N 24.283°E
紹珀爾利察鄉（羅馬尼亞語：Comuna Șopârlița, Olt），是羅馬尼亞的鄉份，位於該國南部，由奧爾特縣負責管轄，處於布加勒斯特以西150公里，每年平均降雨量962毫米，海拔高度123米，2007年人口1,571。